# 赤羽根 (茅ヶ崎市)
赤羽根（あかばね）は、神奈川県茅ヶ崎市の地名。住居表示は全域で未実施である。

## 地理
茅ヶ崎市の中心部から北東方向に位置する丘陵地帯で、茅ヶ崎市松林地区に属し、北に堤、東に藤沢市大庭、南東に藤沢市城南、南に小和田、菱沼、松林、室田、高田、南西に円蔵、西に香川、北西に甘沼が隣接している。
地区南部に新湘南バイパス、茅ヶ崎料金所、地区南東部には茅ヶ崎市立赤羽根中学校、赤羽根配水池、地区中心部には妙覚院がある。

### 地価
住宅地の地価は、2023年（令和5年）1月1日の公示地価によれば、赤羽根字二図292番4の地点で13万3000円/m2となっている。

## 歴史
- 1889年（明治22年）4月1日町村制施行により[9]、室田村、高田村、赤羽根村、甘沼村、香川村、小和田村および菱沼村が合併し松林村となる[10]。

- 1908年10月1日に、茅ヶ崎村鶴嶺村松林村が合併し茅ヶ崎町の新設に伴い、旧赤羽根村は茅ヶ崎町の一部となる。

- 1988年3月30日に新湘南バイパスが開通。

## 世帯数と人口
2023年（令和5年）9月1日現在（茅ヶ崎市発表）の世帯数と人口は以下の通りである。
| 大字   | 世帯数    | 人口    |
| ------ | --------- | ------- |
| 赤羽根 | 2,849世帯 | 6,820人 |

### 人口の変遷
国勢調査による人口の推移。
| 年                 | 人口  |
| ------------------ | ----- |
| 1995年（平成7年）  | 5,748 |
| 2000年（平成12年） | 6,143 |
| 2005年（平成17年） | 6,204 |
| 2010年（平成22年） | 6,612 |
| 2015年（平成27年） | 6,715 |
| 2020年（令和2年）  | 6,863 |

### 世帯数の変遷
国勢調査による世帯数の推移。
| 年                 | 世帯数 |
| ------------------ | ------ |
| 1995年（平成7年）  | 1,874  |
| 2000年（平成12年） | 2,061  |
| 2005年（平成17年） | 2,208  |
| 2010年（平成22年） | 2,496  |
| 2015年（平成27年） | 2,598  |
| 2020年（令和2年）  | 2,792  |

## 学区
市立小・中学校に通う場合学区は以下の通りである。（2022年6月時点）
| 町名   | 番地又は地域 | 小学校                 | 中学校                                          |
| ------ | --- | ---------------------- | ----------------------------------------------- |
| 赤羽根 | 1769番地〜1827番地・2118番地〜2241番地 2246番地・2275番地・2286番地・2310番地〜3000番地 3022番地〜3157番地・3639番地〜4305番地  | 茅ヶ崎市立小和田小学校 | 茅ヶ崎市立赤羽根中学校                          |
| 赤羽根 | 93番地・94番地の一部・95番〜421番地 463番地〜479番地・621番地〜778番地 795番地・3255番地〜3295番地 3297番地・3353番地〜3385番地 | 茅ヶ崎市立室田小学校   | 茅ヶ崎市立松林中学校                            |
| 赤羽根 | 室田小学校、小和田小学校の学区及び県道遠藤茅ヶ崎線以西を除く地域                                                                | 茅ヶ崎市立松林小学校   | 茅ヶ崎市立松林中学校                            |
| 赤羽根 | 特認地域 |                        |                                                 |
| 赤羽根 | 地域 | 選択可能な小学校       | 中学校                                          |
| 赤羽根 | 県道遠藤茅ヶ崎線以西の地域 | 茅ヶ崎市立香川小学校   | 茅ヶ崎市立鶴が台中学校又は 茅ヶ崎市立松林中学校 |
| 赤羽根 | 県道遠藤茅ヶ崎線以西の地域 | 茅ヶ崎市立鶴が台小学校 | 茅ヶ崎市立鶴が台中学校又は 茅ヶ崎市立松林中学校 |
| 赤羽根 | 県道遠藤茅ヶ崎線以西の地域 | 茅ヶ崎市立室田小学校   | 茅ヶ崎市立鶴が台中学校又は 茅ヶ崎市立松林中学校 |

## 事業所
2021年（令和3年）現在の経済センサス調査による事業所数と従業員数は以下の通りである。
| 大字   | 事業所数  | 従業員数 |
| ------ | --------- | -------- |
| 赤羽根 | 146事業所 | 1,217人  |

### 事業者数の変遷
経済センサスによる事業所数の推移。
| 年                 | 事業者数 |
| ------------------ | -------- |
| 2016年（平成28年） | 143      |
| 2021年（令和3年）  | 146      |

### 従業員数の変遷
経済センサスによる従業員数の推移。
| 年                 | 従業員数 |
| ------------------ | -------- |
| 2016年（平成28年） | 1,109    |
| 2021年（令和3年）  | 1,217    |

## 施設

### 公共施設
- 茅ヶ崎市立赤羽根中学校 [21]
- 茅ヶ崎市消防署松林出張所[22]
- 茅ヶ崎料金所[23]

### 名所
- 妙覚院[24]
- 赤羽根神明大神[25]
- 湘南カントリークラブ[26]

## 交通機関

### 鉄道
- 地域内に駅はない。最寄り駅は辻堂駅。

### バス
- 神奈川中央交通 辻07系統 赤羽根(茅ケ崎市) -城南 - 辻堂駅北口[27]

### 道路
- 新湘南バイパス
- 神奈川県道404号遠藤茅ヶ崎線

## その他

### 日本郵便
- 郵便番号 : 253-0001[3]（集配局 : 茅ヶ崎郵便局[28]）。